# Guerreiras Mágicas de Rayearth
Guerreiras Mágicas de Rayearth (魔法騎士レイアース, Majikku Naito Reiāsu) é um mangá criado pelo grupo CLAMP e publicado pela revista semanal Nakayoshi da editora Kodansha entre 1993 e 1996. Possui uma versão em anime feito pela TMS Entertainment entre 1994 e 1995 e 3 OVA's que contam uma história paralela. Foi visto no Brasil e em Portugal com esse mesmo nome.

## Enredo

### Primeira fase

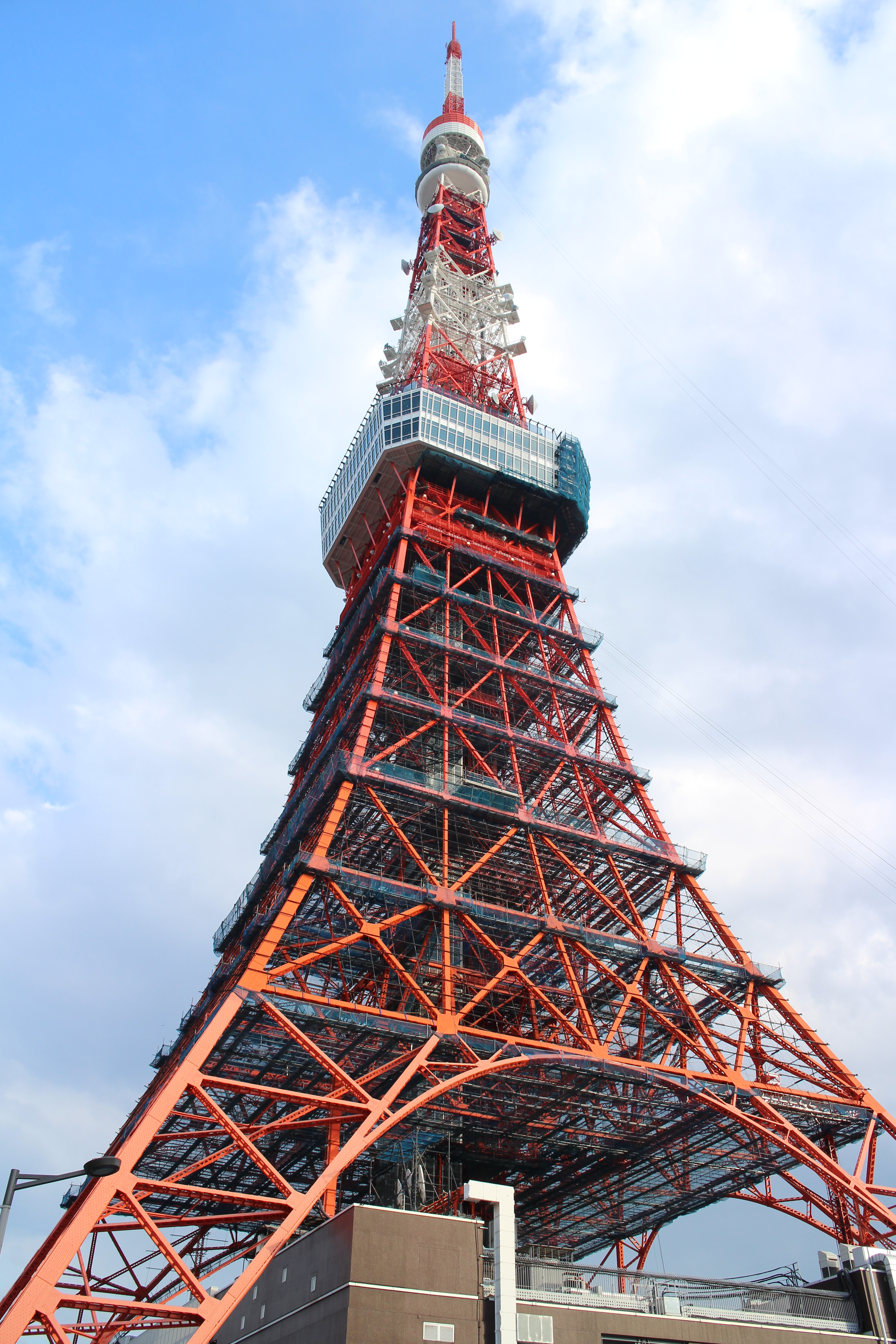
Torre de Tóquio, local onde as aventuras das Guerreiras Mágicas começam. Símbolo importante para a história.

Durante uma excursão escolar à Torre de Tóquio, três estudantes: Hikaru Shidou, Umi Ryuuzaki e Fuu Hououji são convocadas pela Princesa Emeraude para salvarem Cefiro. Ao chegarem lá, são recebidas pelo Guru Clef. Clef conta tudo sobre aquele mundo mágico, e que Princesa Emeraude havia sido raptada pelo sumo-sacerdote Zagato.
As três garotas, foram convocadas para se tornarem Guerreiras Mágicas de Cefiro. Para conseguir isso, Clef deu a cada uma delas uma armadura que evolui conforme seu desempenho e poderes diferentes: Hikaru/Fogo, Umi/Água e Fuu/Vento. Para se tornarem Guerreiras Mágicas, elas precisavam de encontrar Presea, a ferreira de Cefiro. Presea fez para cada uma delas espadas feitas de um mineral lendário chamado Escudo, o único mineral poder fazer armas que evoluem. Depois de receberem as espadas feitas por Presea, Hikaru, Umi e Fuu foram atrás de seus respectivos espíritos Gênios: Rayearth: Senhor das Chamas, Ceres: Senhor dos Mares e Windom: Senhor dos Céus, com a ajuda de Mokona, que indicava o caminho.
Na procura dos Gênios enfrentaram muitos inimigos como Alcyone: uma feiticeira do gelo e apaixonada por Zagato, Ascot: um pequeno feiticeiro, mas com grandes poderes, Caldina: uma incrível dançarina ilusionista louca por dinheiro, Rafaga: o capitão da guarda que protegia a Princesa Emeraude e Innova: servo fiel e dedicado a Zagato, que mais tarde revela sua outra face animalesca. Também conheceram Ferio, um incrível espadachim, que sempre que podia ajudava as Guerreiras Mágicas, e também acabou se apaixonando por Fuu. Após acordarem todos os Gênios, evoluírem suas armaduras e espadas, elas foram ao encontro de Zagato para a batalha final. Elas conseguiram matar Zagato, mas não sabiam que o verdadeiro propósito das Guerreiras Mágicas era matar o atual pilar residente, a Princesa Emeraude. A princesa as convocou para por um fim no seu reinado, pois ela já não conseguia fazer o papel de pilar e estava levando Cefiro a destruição, e somente as Guerreiras Mágicas poderiam matá-la e levar a paz para Cefiro e para a própria princesa, já que estava apaixonada por Zagato. Zagato havia a raptado para a proteger das Guerreiras Mágicas. Com o desejo da princesa atendido elas são levadas de volta a terra aos prantos. (Innova é um personagem exclusivo do anime.)

### Segunda fase
Mangá
Alguns meses depois de retornar a Tóquio, as meninas desejam mais uma vez voltar a Cefiro, e enquanto estavam na Torre de Tóquio são levadas novamente a Cefiro. Encontram-se com Clef que revela que Cefiro está exposta à invasão de outras nações, além de contar sobre a crise  e o colapso em Cefiro devido à perda do pilar.
As três nações que visam Cefiro, o querem para propósitos diferentes. Autozam, liderado por Eagle, quer que Cefiro seja destino para o povo de Autozam, porque a poluição ambiental dessa nação é tão intensa que o interior do planeta se tornou oco. Cizeta, liderada pelas irmãs Tatra e Tata, querem expandir a nação de Cizeta por ser uma nação pequena comparada as outras, e Fahren, que é a nação mais rica e estável politicamente, quer Cefiro por causa do desejo infantil da princesa Aska, que ainda é uma jovem governante.
Depois de várias batalhas. Mokona revela seu outro lado, ele se torna o receptáculo do criador, daquele que criou a Terra, Cefiro e todos os outros planetas. Mokona escolhe Hikaru e Eagle como os pretendentes de se tornarem o novo pilar, eles foram teletransportados para Tóquio, onde o tempo parou. A batalha decisiva de Hikaru e Eagle de Autozam começa.
No duelo, Hikari descobre que Eagle está muito doente e com risco de vida. No entanto, após o duelo, Eagle perdeu sua qualificação como candidato ao pilar e está em perigo de desaparecer, e Hikaru, que não quer mais se sacrificar devido ao sistema de pilares, salva Eagle do triste fim com a ajuda de Fuu e Umi, Lantis roga por sua segurança, Mokona vê o sacrifício de Hikaru e aceita o seu desejo e ela sobrevive, assim como o Eagle.
Após a batalha, Hikaru é escolhida como pilar e começa a pensar no futuro de Cefiro, então ela abole o sistema de pilares e as pessoas de todos os mundos viverão compartilhando alegria e sofrimento juntos. Mokona, que estava convencido da vontade de Hikaru, realizou seu desejo e partiu em um novo plano com os Gênios. Todos as nações se uniram para dar um passo no novo mundo. E a terra onde a Hikaru e outras pessoas vivem está conectada com Cefiro, e é possível ir e vir livremente.
Anime
Cefiro fica desprotegido sem um pilar e começou a se autodestruir e desaparecer. Muitas nações resolveram atacar Cefiro com o objetivo de tomar posse e se tornar o novo pilar. Elas eram: Autozam, Fahren e Cizeta e para proteger os habitantes de Cefiro, Clef os refugia no Castelo.
As Guerreiras Mágicas estavam na terra, muito tristes pelo que aconteceu com a princesa Emeraude. Hikaru tinha constantemente pesadelos que envolviam uma estranha mulher falando sobre a destruição de Cefiro. As três meninas se reencontram na Torre de Tóquio e lá são convocadas novamente de forma misteriosa. Chegando em Cefiro, descobrem sobre essas nações e conhecem Lantis, o irmão mais novo de Zagato, por quem Hikaru acaba se apaixonando. Começam a aparecer também estranhos monstros em Cefiro. Então elas usam novamente os Gênios para defender Cefiro. No decorrer da história Hikaru é sequestrada por Eagle Vision de Autozam, e de uma estranha forma, simpatiza com ele e vê que ele não é mal como aparentava. No decorrer da história Hikaru conhece Nova, um ser que se assemelha estranhadamente a ela e odeia tudo o que ela ama. A espada de Hikaru é quebrada por Nova e com a espada quebrada ela não consegue se tornar uma Guerreira Mágica e nem chamar o seu Gênio, Rayearth. Hikaru tem um encontro com Presea e para conseguir de novo sua espada ela tem que passar por um desafio. O planeta Cizeta ataca Cefiro com sua nave, a Bravada, comandada pelas irmãs Tata e Tatra, Umi e Fuu lutam, mas são sequestradas, Umi pelas irmãs de Cizeta e Fuu pela princesa de Fahren, Aska.
Umi e Fuu conhecem mais sobre essas nações e entendem o ponto de vista delas, assim como Hikaru sobre Autozam. Eagle e Hikaru são escolhidos pela coroa de Emeraude para serem o novo pilar. Debonair se revela como a mulher dos sonhos de Hikaru e se intitula o medo dos cidadãos de Cefiro. Lantis é sequestrado por Nova e Hikaru descobri que Nova é parte do seu coração. Debonair transfere o pode de Lantis para Regalia, a cópia maligna da Coalescência Rayearth. As Guerreiras Mágicas lutam contra Nova e seu Gênio Regalia, Eagle ajuda as Guerreiras Mágicas, mas acaba perdendo a vida para Debonair. Lantis é resgatado, Hikaru e Nova lutam sozinhas, Hikaru vence Nova. Nova retornar para o coração de Hikaru. As Guerreiras seguem em direção ao castelo invertido de Debonair, Debonair se mescla a Regalia. As guerreiras lutam contra Debonair com ajuda de Fahren, Cizeta e Autozam. Em um momento da Batalha, Hikaru é escolhida como o novo pilar de Cefiro, a antiga coroa de Emeraude se transforma em uma nova espada para Hikaru com a qual ela derrota Debonair. Hikaru como novo pilar, faz seu primeiro pedido, abolindo a sistema de pilar para sempre, assim todos os cidadãos de Cefiro devem se ajudar para deixar Cefiro em perfeitas condições. Elas voltam para casa felizes e Cefiro é completamente restaurado. (As personagens Debonair e Nova são personagens exclusivas do anime.)

## Mangá
Guerreiras Mágicas de Rayearth foi lançado inicialmente na revista Nakayoshi da editora Kondansha, o primeiro arco foi de novembro de 1993 a fevereiro de 1995 com 15 capítulos. No segundo arco o título da obra foi modificado para 'Guerreiras Mágicas de Rayearth: Fase 2' que foi de 1995 a março de 1996 com 15 capítulos. A obra foi encadernada entre 1994 a 1997 e formou 6 volumes tankobons distribuídos pela editora Kodansha. Foram lançadas mini histórias nos volumes encadernados chamadas de 'Guerreiras Mágicas de Rayearth: Fase Bônus' (魔法騎士レイアース ボーナスステージ), onde é contada uma história à parte totalmente em cores mais descrições dos personagens da série. Entre 2002 e 2003 foram lançadas novas versões pela Kodansha, porém sem a Fase Bônus que existia na primeira versão encadernada.
Existe uma história paralela feita para a revista RunRun na edição de janeiro de 1995 chamada 'Guerreiras Mágicas de Rayearth: Uma Outra História' (魔法騎士レイアース 外伝), foi encadernada posteriormente no 'Guerreiras Mágicas de Rayearth: Coleção de Materiais' (魔法騎士レイアース設定資料集) em janeiro de 1996.
A criação original do grupo CLAMP, os mangás, possuem uma história ligeiramente diferente em relação ao animê. Personagens como Innova, Debonair, Nova, Sierra, Mira, Regalia e Sera foram criados exclusivamente para o animê.
Embora tivesse sido publicado na Nakayoshi (revista feminina focada em histórias suaves e amizade), o diretor da revista queria agradar e chamar a atenção de meninas que gostassem de lutas e ação, já que as revistas masculinas, como por exemplo a Weekly Shonen Jump atraíam tanto mulheres e homens, a Nakayoshi queria experimentar algo novo e chamou o quarteto CLAMP, que na época estava fazendo sucesso com X e RG Veda. As autoras utilizaram como referência o RPG como à principal fonte, robôs gigantes e um universo paralelo.
O CLAMP usou nomes de carros para os habitantes de Cefiro e demais planetas, por acharem que seriam exóticos o suficiente. O único nome que não provem de um carro é Rayearth nome criado por Takeshi Okazaki, amigo pessoal do grupo CLAMP e foi feito exclusivamente para a obra, elas queriam um nome que soasse como um nome de um carro, é uma tradução direta de Hikaru Daichi (光 る 大地; lit. “terra brilhante”).
Na edição de maio de 2020 para comemorar os 30 anos do grupo CLAMP, a Nakayoshi lançou em sua revista um brinde especial para Guerreiras Mágicas de Rayearth e Cardcaptor Sakura.

### Brasil
No Brasil o mangá foi lançado pela Editora JBC de 2001 a 2002, em 12 volumes, sendo que cada 2 volumes correspondem a um no original. Foi um dos 4 primeiros mangás populares lançado em bancas no Brasil. Em 2006 o mangá foi relançado pela Editora JBC. O mangá foi novamente relançado pela Editora JBC em 2013 com formato de luxo e 6 volumes igual ao original japonês, além do conteúdo remodelado, com páginas coloridas e com cenas novas que não foram passadas para o Brasil.

## Personagens
- Hikaru Shidou (獅堂光, Shidō Hikaru), Lucy Shidou na versão brasileira[18] Tem um longo cabelo vermelho e é a líder das guerreiras, estuda numa escola pública só para garotas. Mora em um dojo, tem três irmãos e um cachorro (Hikari). É carismática e consegue entender o que os animais falam. Adora estar nessa aventura com suas outras amigas guerreiras. É carinhosa e impulsiva, sempre que há perigo, ela é a primeira a proteger suas amigas e amigos, sem pensar no que possa acontecer com ela. Seu Gênio é o Rayearth, que estava adormecido no Templo das Chamas. Hikaru tem o poder de controlar o fogo.
- Umi Ryuuzaki (龍咲海, Ryūzaki Umi), Marine Ryuzaki na versão brasileira[18] com um longo cabelo azul é filha de um empresário muito famoso e estuda em uma escola para meninas nobres. É muito engraçada e muito brava também, se estressa facilmente, principalmente quando está com duvida sobre alguma coisa, ou quando Mokona a provoca. Acha que essa história de se tornar guerreiras é meio maluca, mas no final das contas acaba gostando. Seu Gênio é o Ceres, que estava adormecido no Templo dos Mares e seu poder é da água.
- Fuu Hououji (鳳凰寺風, Hōōji Fū), Anne Hooji na versão brasileira[18] com cabelo loiro, é a mais racional e inteligente  das guerreiras. Estuda numa escola para alunas superdotadas. É super amorosa e está sempre bem humorada. Apesar de estar assustada com a história de se tornar uma guerreira mágica, ela gosta. Está sempre dando bons conselhos para as outras guerreiras e ela tem um ótimo coração. Seu Gênio é o Windom, que estava adormecido no Templo dos Céus e seu poder é do vento.

### Outros personagens[13]
- Emeraude (エメロード, Emerodo) ou Princesa Esmeralda: O pilar de Cefiro. É ela que rege esse mundo para que ele fique sempre em paz e harmonia. Ela foi sequestrada por Zagato, então, invocou as Guerreiras Mágicas para salvarem Cefiro. Ela se apaixonou pelo sumo-sacerdote Zagato, e assim passou a pensar mais nele do que em suas obrigações como o pilar. Para tentar esquecer esse amor proibido ela se aprisionou, mas não teve efeitos. Como última alternativa invocou as guerreiras mágicas para que a matassem. Seu nome vem do Mitsubishi Emeraude.
- Clef (クレフ, Kurefu): Um mago aliado da Princesa Emeraude. Foi ele que recepcionou as guerreiras mágicas quando elas chegaram a Cefiro. Ele contou tudo sobre aquele mundo e as deu a missão de salvá-lo. Ele treinou Zagato, Alcyone e Lantis, e ensinou magia as três guerreiras. Seu nome vem do Autozam Clef.
- Presea (プレセア, Puresea) ou Priscila: A ferreira de Cefiro. É ela quem constrói as armas que os guerreiros de Cefiro usam. Ela manda as Guerreiras Mágicas procurarem o mineral lendário chamado Escudo para ela forjar suas armas. No anime, Presea morre, coisa que não ocorre no mangá. Seu nome vem do Nissan Presea.
- Ferio (フェリオ, Ferio): Um espadachim que as guerreiras encontram no caminho da Fonte Eterna. Ele serviu como guarda-costas para elas, sendo foi muito gentil com Fuu e por isso ela se apaixonou por ele. É o príncipe de Cefiro, uma vez que é irmão da princesa Emeraude. Seu nome vem do Honda Civic Ferio.
- Lantis (ランティス, Rantisu): Irmão  gêmeo de Zagato, a Hikaru está apaixonada por ele. Ele passou uma longa temporada em Autozam e tinha como objetivo tomar o lugar do pilar, mas retornou com a morte de seu irmão e da princesa e é apaixonado pela Hikaru. Seu nome vem do Mazda Lantis.
- Eagle Vision (イーグル・ビジョン, Īguru bijon) ou Visão de Águia: É o comandante vindo do planeta Autozam, ele foi mandado a ir a Cefiro para conquista-la e se tornar o Pilar, tem uma amizade com Lantis e disputa com Hikaru para se tornar Pilar. Usa o FTO ou GTO para atacar, além de utilizar sua nave NSX. Tem amizade com Hikaru. Seu nome vem do Chrysler/Eagle Vision.
- Primera (プリメーラ, Purimēra): É uma fada muito ciumenta pelo Lantis, ele a salvou de um monstro. Primera tem a capacidade de utilizar magias de cura, odeia Mokona. Seu nome vem do Nissan Primera.
- Zagato (ザガート, Zagāto) ou Zagard: Era o sumo-sacerdote da Princesa Emeraude até que ele a sequestrou. Ele tem vários aliados e vai fazer de tudo para que as guerreiras mágicas não a encontrem. Ele sequestrou a princesa por que a amava, e sabia que a missão das guerreiras era matar a princesa. Seu nome vem de Ugo Zagato.
- Innova (イノーバ, Inōba) ou Inof: É o braço direito de Zagato. Apesar de utilizar a forma humana, sua real forma é a de um elemental, extremamente poderoso. Ele foi dado a Zagato de presente pela Princesa Emeraude. Innova é o único que conhece os verdadeiros objetivos de Zagato. Seu nome vem do Honda Ascot Innova. (Personagem não existente no mangá)
- Alcyone (アルシオーネ, Arushiōne) ou Alción: Era discípula de Clef, até que se tornou aliada de Zagato, pois estava apaixonada por ele. Queria matar as Guerreiras Mágicas, mas não conseguiu. Seus poderes são do Gelo e estava sendo treinada com o objetivo de proteger Emeraude. Seu nome vem do Subaru Alcyone SVX.
- Ascot (アスコット, Asukotto): Outro aliado de Zagato. Se arrepende quando luta contra a Umi Na segunda fase ele também assume que está apaixonado por Umi, mas nesta ele agora possui uma forma mais madura. Seu nome vem de Honda Ascot.
- Caldina (カルディナ, Karudina): Uma aliada contratada de Zagato. Ela era uma dançarina de Cizeta, mas veio por dinheiro para Cefiro. Ela foi paga por Zagato para matar as Guerreiras, depois de uma luta contra Fuu ela se arrepende. Caldina acaba se apaixonando por Rafarga. Seu nome vem do Toyota Caldina.
- Rafaga (ラファーガ, Rafāga): Era o principal protetor da Princesa Emeraude. Foi controlado por Zagato e quase matou as guerreiras, mas Hikaru conseguiu quebrar o feitiço. Seu nome vem do Honda Rafaga.
- Mokona (モコナ): Chamado de 'Animal Sagrado'. Pequenino semelhante a um coelho, que foi dado a Presea por Clef, é adorável e bobo. Ele pode indicar os caminhos pelos quais as guerreiras devem tomar e permite uma conexão entre as guerreiras e Guru Clef, no final do mangá se descobri que ele é o receptáculo do criador de Cefiro. Seu nome vem de uma das criadoras do mangá: Mokona.
- Nova (ノヴァ): Lado negro de Hikaru que foi retirada dela depois do combate final contra a Princesa Emeraude, disposta a acabar com Hikaru e com todos os que são próximos dela, mas ela se arrepende e volta coração de Hikaru. Seu nome vem do Chevrolet Nova. (Personagem não existente no mangá)
- Debonair (デボネア, Debonea) ou Deboner: Ela é todo o desespero e medo dos habitantes de Cefiro personificado, criada depois que a princesa Emeraude morreu, sem oração para suprir o planeta. Ela desejava a destruição de Cefiro. Seu nome vem do Mitsubishi Debonair. (Personagem não existente no mangá)
- Tatra (タトラ, Tatora): É irmã gêmea de Tata, é calma e doce, seu planeta é o Cizeta que é liderado por seus pais, segue sua irmã impulsiva, a melhor lutadora de Cizata, sua nave é a Bravada tem um formato de uma molheira e criou vinculo com Umi. Possui uma entidade protetora chamada Rasheen. Seu nome vem de Tatra, uma fabricante de automóveis.
- Tata (タータ, Tāta) ou tetra: É irmã gêmea de Tatra, é impulsiva e estressada, está disposta a tomar a coroa de Cefiro, o sonho dela é mostrar que é capaz de vencer uma batalha e ganhar mais território. Possui uma entidade protetora chamada Raccoon. Seu nome vem de Tata Motors.
- Aska (阿洲花, Asuka): Vinda do planeta Fahren, Aska é muito mimada, usa seus pergaminhos para criar criaturas, quer ser pilar de Cefiro para ficar mais bonita e também para fazer um parque de diversões. Sua nave é a Dome, que tem a forma de um dragão chinês. Estabeleceu amizade com a Fuu. Seu nome vem do Isuzu Aska.
- Zaz Torque (ザズ・トルク, Zazu Toruku): Um dos amigos do Comandante Eagle, ele é responsável pela construção dos Mechas e é o chefe de engenharia da nave espacial NSX, além de se apaixonar por Hikaru. Seu nome vem da empresa automobilística ZAZ e o segundo nome vem de Torque.
- Geo Metro (ジェオ・メトロ, Jeo Metoro): É o braço direito do Comandante Eagle, onde se esforça bastante para agrada-lo, tem o dever de deixar a nave NSX estável. Seu robô é o GTO. Seu nome vem do Geo Metro.
- Chang-an (長庵,, Chanan): Velho sacerdote que mantém os segredos de Fahren intactos, ele cuida da princesa Aska até ela ter maioridade. Seu nome vem de Changan Automobile.
- Ssang-yong (山伊, San Yun): Ajudante da princesa Aska e amigo, embora a princesa seja apaixonada por ele sem admitir. Seu nome vem de SsangYong Motor Company.
- Sierra (シエラ, Shiera): Irmã gêmea de Presea, que a substitui quando ela morre. Finge ser Presea para tirar a dor das Guerreiras Mágicas e de Ascot que se sente culpado pela morte de Presea. Hikaru gosta muito dela. Seu nome vem do Ford Sierra. (Personagem não existente no mangá)
- Satoru Shidou (獅堂覚, Shidō Satoru): É o primeiro irmão mais velho de Hikaru, ele é o mais sábio e o que cuida da casa na ausência de seus pais.
- Masaru Shidou (獅堂優, Shidō Masaru): É o segundo mais velho da família Shidou, é ciumento e preocupado em excesso com Hikaru.
- Kakeru Shidou (獅堂翔, Shidō Kakeru): É o terceiro irmão mais velho e mais próximo de idade com a Hikaru, é ingênuo e segue o exemplo do Masaru.
- Kuu Hououji (鳳凰寺空, Hōōji Kū) ou Celeste: Irmã mais velha de Fuu.
- Mira (ミラ): Garotinha refugiada que tem ligação de amizade com Hikaru. Seu nome vem do Daihatsu Mira. (Personagem não existente no mangá)
- Sera (セラ): Jovem donzela que na verdade era o Innova disfarçado. Seu nome vem do Toyota Sera. (Personagem não existente no mangá)

## Gênios/Mecha/Naves
- Rayearth: Gênio do fogo. Sua forma natural é de uma quimera de leão e lobo. A sua guerreira mágica é Hikaru. Foi conquistado no Templo das Chamas.Tendo aceito Hikaru por sua prova de coragem. Seu nome é uma criação original e tradução de Hikaru Daichi.[14]
- Ceres: Gênio da água. Sua forma natural é de um dragão. A sua guerreira mágica é Umi. Foi conquistado no Templo das Águas.Tendo aceito Umi por sua prova de lealdade. Seu nome vem do Toyota Corolla Ceres.
- Windom: Gênio do vento. Sua forma natural é de uma fênix. A sua guerreira mágica é Fuu. Foi conquistado no Templo dos Céus. Tendo aceito Fuu por sua prova de resistência. Seu nome vem do Toyota Windom.
- Lexus: Nome que é dado a Rayearth somente no OVA. Seu nome vem de Lexus.
- Regalia: Gênio das trevas. Foi dado a Nova por Debonair e é uma 'cópia negra' do gênio coalescente Rayearth.                                                          Seu nome vem do Toyota Mark II Grand Regalia.
- Regalia Debonair: Gênio das trevas. É a mescla de Regalia com a própria Debonair.
- Coalescência Rayearth: É a união dos três gênios das Guerreiras Mágicas.
- Gênio de Zagato: Criado por Zagato exclusivamente para lutar com igualdade contra os Gênios das Guerreiras Mágicas.
- Gênio de Emeraude: Criado espontaneamente pelo ódio de Emeraude por Zagato ter morrido.
- FTO: Robô gigante do Comandante Eagle.                                                                                                                                                                                                                                           Seu nome vem do Mitsubishi FTO.
- GTO: Robô gigante comandado por Geo Metro.                                                                                                                                                                                                                                           Seu nome vem do Mitsubishi GTO.
- Djins: Rasheen e Raccoon são entidades protetoras de Cizeta e são controlados por Tatra e Tata.                                                                                                                                                                     Seus nomes veem de Nissan Rasheen e Honda Raccoon.
- Bravada: Nave de combate de Cizeta, comandada pelas Irmãs Tarta e Tata.                                                                                                                                                                                   Seu nome vem de Oldsmobile Bravada.
- NSX: Nave de combate de Autozam, comandada pelo comandante Eagle.                                                                                                                                                                               Seu nome vem de Honda NSX.
- Dome: Nave de combate de Fahren, comandada pela princesa Aska.                                                                                                                                                                                                   Seu nome vem de Dome Co. Ltd.

## Poderes

### Hikaru Shidou
- Flecha de Fogo/Flechas Flamejantes (炎の矢, Honō no ya): Simula uma flecha em forma de fogo , no mangá são várias flechas indo em uma só direção.
- Raio Vermelho/Trovão Escarlate (紅い稲妻, Akai inazuma): Raios de cor vermelha saem das mãos.
- Dança da Flama Escarlate (緋焔の舞, Hi homura no mai): Poder exclusivo do jogo de Super Nintendo. Isso causa um tornado de fogo vermelho.
- Meteorito de Fogo (炎の隕石, Honō no inseki): Poder exclusivo do jogo de Super Nintendo. Caem do céu vários meteoritos em chamas.
- Lampejo Vermelho (紅い閃光, Akai senkō):Poder exclusivo do jogo de Game Gear. Atinge o inimigo num piscar de olhos.

### Fuu Hououji
- Sopro da Cura (癒しの風, Iyashinokaze): Com um brisa suave todas as feridas são curadas instantaneamente.
- Tempestade Verde/Vendaval Turquesa (碧の疾風, Midori no shippu): Impulsona o vento em alta velocidade contra o inimigo.
- Escudo de Vento/Sopro da Proteção (防りの風, Mamori no kaze): Escudo feito de vento.
- Ventania de Aviso (戒めの風, Imashime no kaze): Paralisa o adversário utilizando o vento.
- Grande Espiral (碧の烈風, Midori noreppū): Poder exclusivo do animê. Faz cortes com o vento em forma de espiral.
- Fúria do Vento (風の怒り, Kaze no ikari): Poder exclusivo do jogo de Super Nintendo. O inimigo é atingido por uma barra de vento feroz.

### Umi Ryuuzaki
- Dragão Marinho (水の龍, Mizu no ryū): Grande pressão de água em formato de dragão.
- Tufão Azul/Tornado Índigo (蒼い竜巻,Aoi tatsumaki): Um grande tornado de água.
- Farpas de Gelo/Lâminas Geladas (氷の刃, kōri no yaiba): Lâminas de gelo que cortam o adversário.
- Corrente de Ondas Oceânicas (海流の波, Kairyū no nami):Poder exclusivo do jogo de Super Nintendo. Causa um tsunami poderoso contra os inimigos.
- Cascata do Dragão Marinho (水龍の滝, Mizu ryūnotaki):Poder exclusivo do jogo de Super Nintendo. A água vem do chão e é transformada em gelo ao encontro do inimigo.

### Ataque Grupal
- Turbilhão de Luz/Vórtice de Luz (閃光の螺旋, Hikari no rasen): Ataque onde a essência dos poderes das Guerreiras Mágicas são unidos.
- Coalescência Mágica Final! Reúna-se Aqui! (究極合体魔法! 集ってポン!, Kyūkyoku gattai mahō! Shū tte pon!): Ataque usado somente na história paralela.[10]

## Nações

### Cefiro
Um país autocrático regido por magia. É um planeta terraplano com diversidade no seu ecossistema. Cefiro pode entrar em colapso se o autocrata (o pilar) não puder orar. O céu de Cefiro pode ser visto pelos telescópios de Autozam. Após o colapso com o sistema do pilar, começou a criar um novo país. Lá é o palco principal das aventuras das Guerreiras Mágicas. Em Cefiro pela fé tudo é possível, quanto mais fé você tiver mais possibilidades irá ter. Seu nome vem do Nissan Cefiro.

### Autozam
É um país republicano de cultura altamente futurista e mecanizada que existe fora de Cefiro. Tem a forma de uma rocha espinhosa que é envolvida por uma superfície esférica. Como a poluição ambiental (esgotamento da energia mental) está piorando, as pessoas vivem em áreas abobadadas. O planeta está em colapso e pronto para ser evacuado, por isso necessita de uma nova terra. Seu nome vem de Mazda Autozam.

### Fahren
Um país monarquista com cultura chinesa que existe fora de Cefiro. É um planeta vermelho que tem dois anéis planetários e setenta por cento do planeta é feito de oceanos. Exceto pela parte do anel, os arredores do planeta são cobertos por uma barreira vermelha. O país é economicamente rico e estável, não há necessidade de invadir. Seu nome vem de Fahren que vem do alemão e significa dirigir.

### Cizeta
É um país monarquista com cultura árabe que existe fora de Cefiro. O planeta é pequeno e fica no meio de duas grandes hastes geométricas. As pessoas são caracterizadas pelo cabelo avermelhado e pele marrom. A área habitável de seu planeta é muito pequena por isso as princesas de Cizeta buscam Cefiro para ampliar seu território. Sem nome vem do Cizeta-Moroder.

## Termos
Guerreiras Mágicas
Uma lenda que é contada de geração em geração em Cefiro. "Quando Cefiro estiver em extremo perigo, três pessoas serão convocadas de outro mundo e lutaram com a ajuda de seres mágicos chamados: gênios." Inicialmente, as três protagonistas interpretaram mal a lenda e se tornam Guerreiras Mágicas com o propósito de salvar o pilar, porém o verdadeiro propósito de uma Guerreira Mágica é matar o atual pilar quando este se torna uma entidade nociva para Cefiro. Elas são a última defesa de Cefiro. Ao que parece, outras Guerreiras Mágicas já foram convocadas pelo menos uma vez no passado e o pilar foi substituído.

Pilar
O pilar é o autócrata e a sustentação de Cefiro, com a força de sua oração ele vai suprindo e estabilizando toda a nação. A renúncia e o suicídio não são permitidas, o pilar tem o dever de somente amar Cefiro. Se houver outra coisa que não o bem-estar da nação, o mundo estará a caminho do colapso. Devido à pressão que o pilar tem que carregar e ao seu destino cruel, alguns em Cefiro, como Clef, têm dúvidas sobre o "sistema do pilar". Na obra, Hiraku torna-se o novo pilar, e com a força do seu coração deseja que o “sistema do pilar” seja destruído.
No mangá, a pessoa deve achar um caminho para se tornar o pilar e enfrentar uma provação, mas na animação, a coroa da Princesa Emeraude é a "prova do pilar", e muda sua aparência dependendo da pessoa qualificada naquele momento. Além disso, na sala onde a coroa se encontra, a porta está selada e não pode ser aberta sem o anel de Clef, a armadura de Zagato ou a espada de Lantis, ao redor da sala existe uma "água consciente" que protege a coroa daqueles que entram. Se você não for o qualificado para ser o pilar, você morre.

Floresta do silêncio
Uma densa floresta em Cefiro. Onde Presea vivia. Nesta floresta, você não pode usar nenhum espécie de magia, mesmo que lance um feitiço, a magia não será ativada. Diz-se que nenhum dos guerreiros que entraram na floresta em busca do lendário mineral Escudo voltou.

Eterna
Uma fonte lendária. Está fora da floresta do silêncio. Quando vista de lado, parece uma simples linha flutuando no ar, mas quando vista de cima, vê claramente a fonte, ela é bidimensional.
Ao entrar na fonte, existe um desafio para obter o mineral escudo. Na obra foi mostrada, as Guerreiras devem combater seres que amam, onde Hikaru confronta o seu animal de estimação, Umi confronta seus pais e Fuu confronta a si.
Seu nome vem do Mitsubishi Eterna.

Escudo
É um mineral lendário necessário para fazer uma arma especial para as Guerreiras Mágicas. A arma feita com esse mineral pode evoluir de acordo com a evolução do dono (que pode ser sentimental, racional ou física), a arma feita desse mineral só pode ser manuseada pelo dono, se outra pessoa querer manuseá-la, ela ativará uma 'defesa'. Na obra, a espada da Hikaru emite chamas e quem a tocar acaba sendo queimado, a espada de Umi se dissolve como água e fica impossível de outra pessoa pegar, a espada da Fuu fica extremamente pesada, o suficiente para afundar no solo.
No estado de mineral, a marca Suzuki é encontrada no centro da pedra. O nome provém de carro Suzuki Escudo.

Gênios (Mashin)
Um termo geral para robôs gigantes em Cefiro. Originalmente, refere-se aos três corpos lendários que supostamente emprestam poder as Guerreiras Mágicas, mas por conveniência, os criados por Zagato e pela Princesa Emeraude com sua própria magia e o Regalia criado por Debonair no anime também são "gênios" por conveniência.
Ambos se movem junto com o operador e, quando o gênio é ferido, o corpo do operador também é ferido. Além disso, a magia do operador pode ser liberada e a arma do operador pode ser incorporada fora do gênio (inversamente, o operador também pode possuir a arma apanhada pelo gênio).
O nome Mashin significa literalmente 'deus da magia', ou Gênio (no sentido mágico).
Estrada de Luz
São faixas de luz que ligam Autozam, Cizeta e Fahren a Cefiro. É preciso muito poder mental para criá-las. Clef especulou que "aquele que pode criar isso é um candidato a pilar".

Energia Psicológica
É o combustível necessário para operar as máquinas da Autozam. O significado é semelhante ao de Cefiro, onde a força do coração tudo determina, mas no caso do Autozam, é a força mental do ser humano e a força de viver, ao usar a energia psicológica o povo de Autozam encurta sua vida.
Na versão do anime, o próprio planeta requer uma enorme energia psicológica devido a ele ser totalmente mecanizado, por isso o esgotamento apressado, e a forma de deter a destruição total de Autozam está no sistema de pilar, ou seja, invadindo Cefiro para isso.

Técnica Secreta
Sãos técnicas que foram transmitidas à família imperial de Fahren por gerações. A técnica secreta: Mente-psicose de Desenho faz você materializar uma imagem que você desenhou e a técnica secreta: Fios Quiméricos  faz você usa fios que manipulam seres ou coisas como marionetes. Os únicos manipuladores da técnica são Aska e Chang-an.
Djinns
São os deuses protetores da família real de Cizeta, assim sendo protetores das princesas Tatra e Tata. São entidades espirituais muitos poderosas e só podem ser invocados por membros da família real. As princesas os controlam como armas.

## Anime
A série teve 49 episódios divididos em duas fases, sendo a primeira com 20 episódios e a segunda com 29 episódios. A série foi produzida pela Tokyo Movie Shinsha (atual TMS Entertainment) e Yomiuri TV, foi exibida às segundas-feiras, às 19:30 h de 17 de Outubro de 1994 à 27 de Novembro de 1995.
Houve 2 especiais televisivos, o primeiro foi transmitido em 12 de dezembro de 1994, foi um copilado de 60 minutos com os 8 primeiros episódios e o segundo especial foi transmitido em 16 de dezembro de 1995, chamado de 'Guerreiras Mágicas de Rayearth: Edição Especial' (魔法騎士レイアース　増刊号), ele mostrava ao público a pré-produção e curiosidades sobre o desenvolvimento do animê.
No 'Magic Knight Rayearth DVD Memorial' existe um episódio especial chamado de 'Guerreiras Mágicas de Rayearth: Especial' (魔法騎士レイアース スペシャル) e é um resumo dos 10 capítulos da primeira temporada na perspectiva das Guerreiras Mágicas. Há também o episódio piloto da série, esse também se encontra disponível no Blu-ray.
A primeira abertura do anime chamada "Yuzurenai Negai" cantada por Naomi Tamura, alcançou recorde de vendas com mais de 1,2 milhão de cópias e venceu o 17.º Anime Grand Prix da Animage na categoria música.

### Brasil

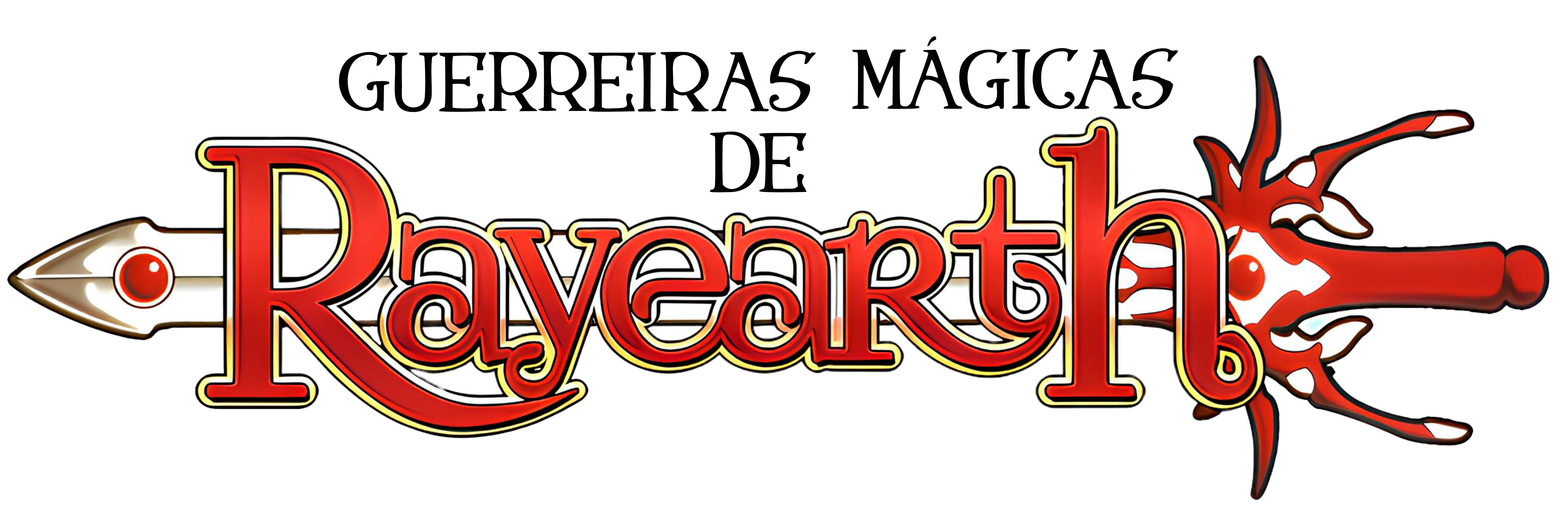
Logo atual de Guerreiras Mágicas de Rayearth

No Brasil as duas primeiras fases do anime foram exibidas pelo SBT no auge do sucesso de Os Cavaleiros do Zodíaco, estreou em 5 de maio de 1996, às 10:30 h da manhã, no bloco Domingo Ação, depois foi para as 7 da manhã de sábado, no bloco Sábado Animado, com várias mudanças de horários, depois de segunda a sexta, às 10 da manhã com horário exclusivo, e a partir de 1997 passou fixamente no Eliana & Cia, às 8 da manhã. A exibição brasileira foi de 1996 a 1998.
Em 2020, Guerreiras Mágicas de Rayearth volta ao Brasil disponibilizada pela Prime Video. Em 12 de janeiro de 2022, Guerreiras mágicas de Rayearth está pela primeira vez em HD disponibilizada pela Funimation. No dia 1 de abril de 2022, a TMS Latino, canal oficial do estúdio de animação lança os episódios oficialmente pelo YouTube. Recentemente devido ao acordo entre a Funimation e Crunchyroll o anime também está na plataforma da Crunchyroll. Em 11 de janeiro de 2025, voltou a uma programação linear do +SBT, o +Saudade.

### Portugal
Em Portugal, foi transmitido pelo Canal Panda em 2008 de segunda á sexta às 21:30 e depois às 22:00 com dublagem em inglês e legendas em português.

### Novo Anime
Em julho de 2024, a TMS Entertainment anunciou um novo projeto para Guerreiras Mágicas de Rayearth, uma nova animação em comemoração aos 30 anos da criação da obra está sendo planejado para lançamento em 2025.

## OVA's
O OVA é nomeado apenas de "Rayearth", e composto por 3 volumes. O enredo é totalmente diferente da telessérie ou do mangá. Feito pela Kodansha e TMS, juntamente ao CLAMP, recontam a história do surgimento da Guerreiras Mágicas num estilo sombrio e adulto. Foram lançados pela primeira vez em VHS e LD pela PolyGram entre 7 de agosto a 10 de dezembro de 1997, e em DVD pela Kodansha, em 27 de novembro de 2002. Há também uma copilação dos OVA's que se chama: Rayearth: Asas da Esperança (レイアース-希望の翼, Reiāsu-Kibō no tsubasa), versão copilada pelo próprio diretor do OVA, e foi lançada pela Polygram em 1998. O OVA também consta no BD-BOX em sua versão de DVD, lançado em outubro de 2014.

### Brasil

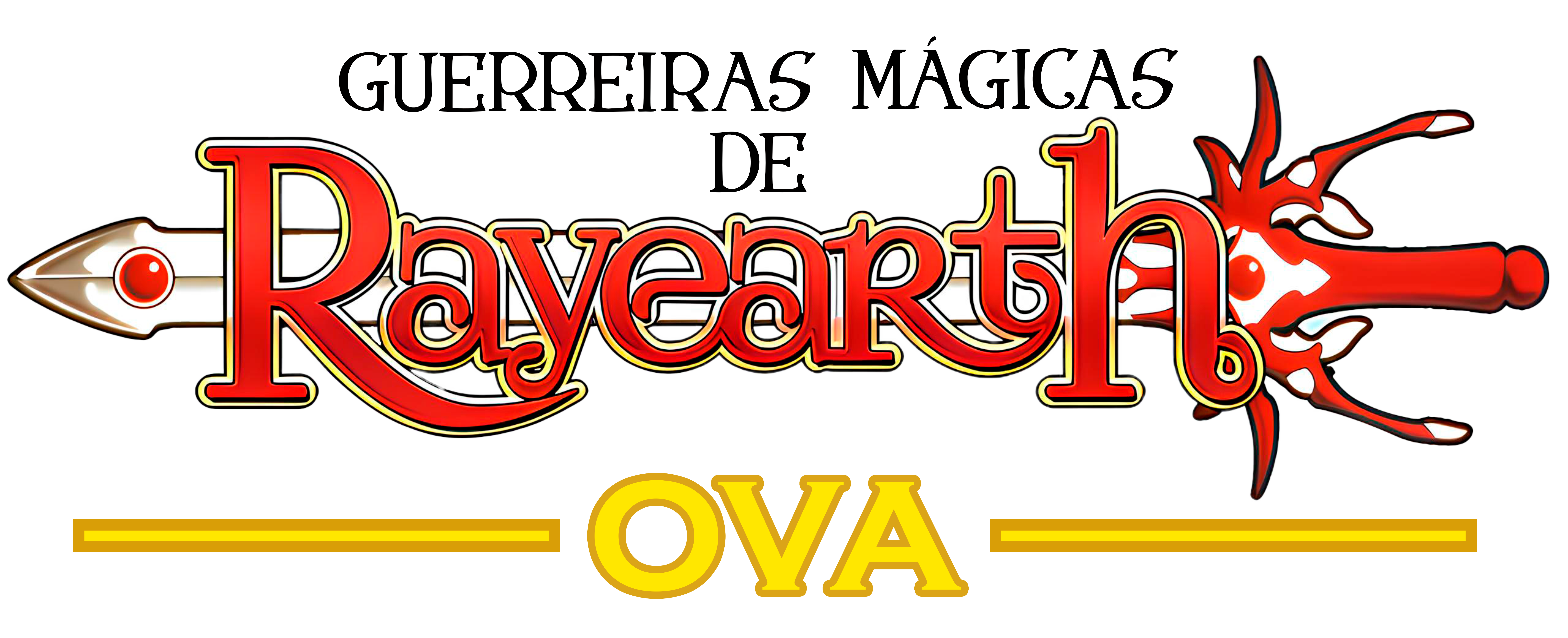
Logo de Guerreiras Mágicas de Rayearth-OVA

No Brasil, os três episódios são distribuídos digitalmente pela TMS Entertainment pelo canal TMS Anime Latino, no Youtube.

### Portugal
Em Portugal, foi distribuído em DVD pela empresa espanhola Jonu Media.

## Exibição Internacional

### América
| País | Transmissão                                                                             | Título                                                                             |
| --- | --------------------------------------------------------------------------------------- | ---------------------------------------------------------------------------------- |
| Estados Unidos | Fox Kids, VHS, DVD, Blu-Ray, Prime Video, Funimation e YouTube                          | Magic Knight Rayearth                                                              |
| Canadá | DVD (Inglês e Francês), Blu-Ray (Inglês) e Prime Video (Inglês)                         | Magic Knight Rayearth (Inglês) Les Chevaliers Magiques du Clair de Terre (Francês) |
| Brasil | SBT, VHS (resumo da primeira temporada), Prime Video, Funimation, YouTube e Crunchyroll | Guerreiras Mágicas de Rayearth                                                     |
| Argentina · Belize · Bolívia · Chile · Colômbia · Costa Rica · Cuba · Equador · El Salvador · Guatemala · Honduras · México · Nicarágua · Paraguai · Panamá · Peru · Uruguai · Venezuela | BitMe Prime Video Funimation Youtube Crunchyroll                                        | Guerreras Mágicas Rayearth: Las Guerreras Mágicas                                  |
| Argentina | Magic Kids e Telefónica Argentina (streaming)                                           | Las Guerreras Mágicas                                                              |
| México | TV Azteca                                                                               | Las Guerreras Mágicas                                                              |
| Peru | Panamericana Televisión                                                                 | Las Guerreras Mágicas                                                              |
| Chile | Megavisión (MEGA), ETC e UCV                                                            | Las Guerreras Mágicas                                                              |
| Bolívia | Bolivisión                                                                              | Las Guerreras Mágicas                                                              |
| Colômbia | RCN Televisión                                                                          | Las Guerreras Mágicas                                                              |
| Panamá | TVN                                                                                     | Las Guerreras Mágicas                                                              |
| Equador | Ecuavisa                                                                                | Las Guerreras Mágicas                                                              |
| El Salvador | Canal 6                                                                                 | Las Guerreras Mágicas                                                              |
| Venezuela | Televen                                                                                 | Las Guerreras Mágicas                                                              |

### Ásia
| País          | Transmissão                                                           | Título                  |
| ------------- | --------------------------------------------------------------------- | ----------------------- |
| Japão         | Yomiuri TV (YTV), Kids Station, Sun TV, VHS, LaserDISC, DVD e Blu Ray | 魔法騎士レイアース      |
| Indonésia     | RCTI                                                                  | Pendekar Ajaib Rayearth |
| Coreia do Sul | TVA, SBS e Tooniverse                                                 | 마법기사 레이어스       |
| Filipinas     | ABS-CBN e GMA Network                                                 | Magic Knight Rayearth   |
| Taiwan        | CTS, Hūi-lâi Ji̍t-pún-tâi (緯來日本台), EBC, ATV Home, Super TV        | 魔法騎士                |
| Turquia       | BRT                                                                   | Sihirli Şövalyeler      |
| Tailândia     | Modern9 (MCOT), DVD e VCD                                             | เมจิกไนท์ เรย์เอิร์ธ         |

### África
| País                                                                  | Transmissão | Título                         |
| --------------------------------------------------------------------- | ----------- | ------------------------------ |
| Angola · Cabo Verde · Guiné-Bissau · Moçambique · São Tomé e Príncipe | Canal Panda | Guerreiras Mágicas de Rayearth |

### Europa
| País        | Transmissão                                | Título                                                                            |
| ----------- | ------------------------------------------ | --------------------------------------------------------------------------------- |
| Polónia     | RTL 7                                      | Wojowniczki z Krainy Marzeń                                                       |
| Itália      | Italia 1, Mediaset, IT!, Man-ga, VHS e DVD | Una porta socchiusa ai confini del sole Magic Knight Rayearth- La Saga Di Sephiro |
| Alemanha    | DVD                                        | Magic Knight Rayearth                                                             |
| Portugal    | Canal Panda                                | Guerreiras Mágicas de Rayearth                                                    |
| Espanha     | DVD                                        | Luchadoras de Leyenda Rayearth                                                    |
| Finlândia   | Subtv                                      | Taikasoturit                                                                      |
| França      | DVD                                        | Les Chevaliers Magiques du Clair de Terre                                         |
| Rússia      | DVD                                        | Рыцари магии                                                                      |
| Reino Unido | DVD e Blu-Ray                              | Magic Kinght Rayearth                                                             |

### Oceania
| País          | Transmissão   | Título                |
| ------------- | ------------- | --------------------- |
| Austrália     | DVD e Blu-Ray | Magic Knight Rayearth |
| Nova Zelândia | DVD e Blu-Ray | Magic Knight Rayearth |

## Voz-original
As vozes originais foram gravadas na APU Studio, um estúdio famoso na gravação de áudio de vários animes.
| Personagem        | Atores                         |
| ----------------- | ------------------------------ |
| Hikaru Shidou     | Heriku Shiina                  |
| Fuu Hououji       | Hiroko Kasahara                |
| Umi Ryuuzaki      | Konami Yoshida                 |
| Presea            | Emi Shinohara                  |
| Mokona            | Yuri Shiratori                 |
| Guru Clef         | Nozomu Sasaki                  |
| Ferio             | Takumi Yamazaki                |
| Caldina           | Yuuko Nagashita                |
| Ascot             | Minami Takayama                |
| Windam            | Akio Ohtsuka                   |
| Ceres             | Tesshou Genda                  |
| Rayearth          | Hideyuki Tanaka                |
| Alcyone           | Yuri Amano                     |
| Rafaga            | Yukimasa Kishino               |
| Innova            | Ryoutarou Okiayu               |
| Princesa Emeraude | Megumi Ogata                   |
| Zagato            | Juurota Kosugi                 |
| Lantis            | Juurota Kosugi                 |
| Eagle Vision      | Megumi Ogata                   |
| Geo Metro         | Kiyoyuki Yanada                |
| Zaz Torque        | Junichi Kanemaru               |
| Princesa Aska     | Chinami Nishimura              |
| Ssang-yong        | Satomi Koorogi                 |
| Chan-an           | Kohei Miyauchi/Takkou Ishimori |
| Tatra             | Kikuko Inoue                   |
| Tata              | Aya Hisakawa                   |
| Nova              | Miki Itou                      |
| Debonair          | Atsuko Takahata                |

## Dublagem

### Brasil

#### Série
A dublagem foi realizada pelo estúdio Gota Mágica, em São Paulo, e iniciou-se em novembro de 1995, com direção de Gilberto Baroli. Alvo de muitas reclamações na época da sua exibição foi quanto a adaptação dos nomes. Inicialmente Gilberto Baroli queria usar os nomes em japonês, mas lhe foi negado por parte da distribuidora Alien International juntamente da TMS. Os nomes sugeridos pela TMS eram Luce, Marine e Anemone. No Brasil, houve uma pequena modificação, tornando-os: Lucy, Marine e Anne.

#### OVA
A dublagem foi realizada no estúdio Pera Produções comandada pelo estúdio mexicano Milvox, no Rio de Janeiro, com direção de Pedro Maia. Com estreia no dia 1 de abril de 2025.
| Personagem         | Dubladores (Série)                | Dubladores (OVA)  |
| ------------------ | --------------------------------- | ----------------- |
| Narração           | Rosa Maria Barolli / Jonas Mello  | Wagner Torres     |
| Lucy Shidou        | Cecília Lemes                     | Hannah Buttel     |
| Marine Ryuuzaki    | Noeli Santisteban                 | Juliana Butolo    |
| Anne/Annie Hououji | Fátima Noya                       | Pamella Rodrigues |
| Mokona             | Cláudia Carli                     | Mariana Sayuri    |
| Princesa Esmeralda | Denise Reis                       | Kelly Pera        |
| Guru Clef          | Marcelo Campos                    | Pedro Maia        |
| Ferio              | Francisco Brêtas                  | Renan Vidal       |
| Priscila           | Maralisi Tartarine                |                   |
| Alción             | Alessandra Araújo                 | Aline Pina        |
| Zagard/Zagato      | Fábio Moura                       | Max Albuquerque   |
| Ascot              | Angélica Santos/Vagner Fagundes   | Mariana Sayuri    |
| Caldina            | Jacqueline Rosa                   |                   |
| Inof               | Carlos Silveira                   |                   |
| Ceres              | Gilberto Barolli                  | Raul Schlosser    |
| Windam             | Cassius Romero                    | Márcio Dondi      |
| Rayearth           | Jonas Mello                       | Fox Pereira       |
| Visão de Águia     | Élcio Sodré                       | Igor Gonçalves    |
| Geo Metro          | Hermes Barolli                    |                   |
| Zaz Torque         | Orlando Viggiani                  |                   |
| Tatra              | Isabel de Sá                      |                   |
| Tetra              | Márcia del Mônaco                 |                   |
| Tchan-an           | José Soares                       |                   |
| Princesa Aska      | Marli Bortoletto                  |                   |
| Lantis             | Fábio Moura                       | Felipe Melo       |
| Deboner            | Marli Bortoletto                  |                   |
| Celeste Hououji    | Letícia Quinto                    |                   |
| Yong               | Márcia del Mônaco                 |                   |
| Primera            | Eleonora Prado/Cristina Rodrigues |                   |
| Mira               | Letícia Quinto                    |                   |
| Cera               | Eleonora Prado                    |                   |
| Sierra             | Maralisi Tartarine                |                   |

## Lista de episódios
| Nº | Japão | Transmissão             | Brasil                                  | Transmissão         |
| -- | --- | ----------------------- | --------------------------------------- | ------------------- |
| 01 | O nascimento das lendárias Guerreiras Mágicas (Densetsu no Magic Knight Shidou)                               | 17 de Outubro de 1994   | Guerreiras Mágicas! Chegou a sua vez!   | 5 de Maio de 1996   |
| 02 | Presea, a ferreira da Floresta do Silêncio (Chinmoku no Mori no Soushi Presea)                                | 24 de Outubro de 1994   | Priscila, a guardiã das armas!          | 12 de Maio de 1996  |
| 03 | Ferio, o belo e misterioso espadachim (Nazo no Bishounen Kenshi Ferio)                                        | 31 de Outubro de 1994   | A floresta do silêncio                  | 19 de Maio de 1996  |
| 04 | Alcyone, a feiticeira vingativa (Shuunen no Masoushi Alcione)                                                 | 7 de Novembro de 1994   | Alción, a feiticeira vingativa          | 26 de Maio de 1996  |
| 05 | Escudo, o minério lendário (Densetsu no Koubutsu Escudo)                                                      | 14 de Novembro de 1994  | O escudo lendário                       | 2 de Junho de 1996  |
| 06 | Vidas em jogo, as armas de Presea (Inochi wo Kaketa Presea no Buki)                                           | 21 de Novembro de 1994  | O sacrifício de Priscila                | 9 de Junho de 1996  |
| 07 | O desespero de Ferio, um romance no deserto (Sutemi no Ferio Sabaku no Koi)                                   | 28 de Novembro de 1994  | O amor brotará no deserto               | 16 de Junho de 1996 |
| 08 | A terrível armadilha do feiticeiro Ascot (Shoukanshi Ascot no Kyoufu no Wana)                                 | 5 de Dezembro de 1994   | Vigor, o imprevisível!                  | 1996                |
| 09 | O maior desafio das Guerreiras Mágicas (Magic Knight Saidai no Kiki)                                          | 12 de Dezembro de 1994  | O desespero das Guerreiras              | 1996                |
| 10 | A ressurreição de Ceres, o Gênio lendário (Yomigaeru Densetsu no Mashin Ceres)                                | 9 de Janeiro de 1995    | O primeiro Gênio ressuscita!            | 1996                |
| 11 | A lenda dos Gênios num mundo chamado Cefiro (Isekai Cefiro no Mashin Densetsu)                                | 16 de Janeiro de 1995   | A lenda dos Gênios de Zefir             | 1996                |
| 12 | A temível ilusionista Caldina (Odorubeki Genwakushi Caldina)                                                  | 23 de Janeiro de 1995   | Os poderes de Caldina                   | 1996                |
| 13 | A coisa mais valiosa nesse mundo (Kono Sekai de Ichiban Taisetsu na Mono)                                     | 30 de Janeiro de 1995   | A coisa mais importante no mundo        | 1996                |
| 14 | O obstinado desejo de Umi, Fuu e Hikaru (Hikaru, Umi, Fuu no Yuzurenai Negai)                                 | 6 de Fevereiro de 1995  | A promessa das Guerreiras               | 1996                |
| 15 | O segundo Gênio, Windam, o Senhor dos Céus (Dai Ni no Mashin Kuujin Windam)                                   | 13 de Fevereiro de 1995 | O segundo Gênio                         | 1996                |
| 16 | Um poderoso adversário, Rafaga, o espadachim (Kyouteki! Kentoushi Rafaga)                                     | 20 de Fevereiro de 1995 | Rafaga, o espadachim                    | 1996                |
| 17 | A verdade sobre Innova e a volta das lembranças (Innova no Shoutai to Yomigaeru Kioku)                        | 27 de Fevereiro de 1995 | A verdadeira identidade de Inof e Ferio | 1996                |
| 18 | O último Gênio, Rayearth, o Senhor do Fogo! (Saigo no Mashin Enjin Rayearth)                                  | 6 de Março de 1995      | Rayearth, o último Gênio!               | 1996                |
| 19 | Confronto final! As Guerreiras Mágicas contra Zagato! (Taiketsu! Magic Knight VS. Zagato)                     | 13 de Março de 1995     | As Guerreiras Mágicas contra Zagard!    | 1996                |
| 20 | A inacreditável verdade sobre as lendárias Guerreiras Mágicas! (Densetsu no Magic Knight! Kyoui no Shinjitsu) | 13 de Março de 1995     | Guerreiras Mágicas e a hora da verdade! | 1996                |

| Nº | Japão | Transmissão            | Brasil                                      | Transmissão |
| -- | --- | ---------------------- | ------------------------------------------- | ----------- |
| 01 | A partida e novos laços (Tabidachi to Arata na Kizuna)                                                                              | 10 de Abril de 1995    | Um novo desafio!                            | 1997        |
| 02 | Cefiro e os três países (Cefiro to Mittsu no Kuni)                                                                                  | 17 de Abril de 1995    | O Águia chega a Zefir                       | 1997        |
| 03 | A invasão de Autozam e Lantis (Autozam no Shinkou to Lantis)                                                                        | 24 de Abril de 1995    | A invasão vem do céu!                       | 1997        |
| 04 | As Guerreiras Mágicas e a nave de batalha NSX (Magic Knight to Senkan NSX)                                                          | 1 de Maio de 1995      | A nave de combate NSX                       | 1997        |
| 05 | Hikaru e Nova no sonho (Hikaru to Yume no Naka no Nova)                                                                             | 8 de Maio de 1995      | O encontro com Nova                         | 1997        |
| 06 | As Guerreiras Mágicas e Aska de Fahren (Magic Knight to Fahren no Asuka)                                                            | 22 de Maio de 1995     | As Guerreiras Mágicas enfrentam Aska        | 1997        |
| 07 | O segredo do pilar de Cefiro (Cefiro no Hashira no Himitsu)                                                                         | 5 de Junho de 1995     | O segredo do núcleo de Zefir                | 1997        |
| 08 | A perigosa viagem de Hikaru e Lantis (Hikaru to Lantis no Kiken na Tabi)                                                            | 12 de Junho de 1995    | A jornada perigosa                          | 1997        |
| 09 | Eagle e a Hikaru prisioneira (Eagle to Torawareruta Hikaru)                                                                         | 19 de Junho de 1995    | Lucy foi raptada!                           | 1997        |
| 10 | Nova e Regalia, o Gênio demoníaco (Nova to Akuma no Mashin Regalia)                                                                 | 26 de Junho de 1995    | Nova e sua aura negra                       | 1997        |
| 11 | A fortaleza móvel de Chizeta e a poderosa Hikaru (Chizeta no Idou Yousai to Tatakaenai Hikaru)                                      | 3 de Julho de 1995     | Tchizeta o terceiro planeta inimigo         | 1997        |
| 12 | Umi, Fuu, Fahren e Chizeta (Umi Fuu to Fahren Chizeta)                                                                              | 10 de Julho de 1995    | Marine e Anne contra Fahren e Tchizeta      | 1997        |
| 13 | O desejo de Hikaru e o segredo de Presea (Hikaru no Negai to Presea no Himitsu)                                                     | 17 de Julho de 1995    | O segredo de Priscila                       | 1997        |
| 14 | Hikaru e amizades destruídas (Hikaru to Hikisakareta Yuujou)                                                                        | 24 de Julho de 1995    | Lucy reencontra Rayearth                    | 1997        |
| 15 | Umi e a ambição de Tarta e Tatra (Umi to Tarta Tatra no Yabou)                                                                      | 31 de Julho de 1995    | Marine contra Tatra e Tetra                 | 1997        |
| 16 | Fuu contra Aska! A decisiva disputa de arco e flecha! (Fuu tai Asuka! Inochigake no Yumi Shoubu)                                    | 7 de Agosto de 1995    | O elo de Anne e a princesa Aska             | 1997        |
| 17 | Revivendo a espada de Hikaru (Yomigaere! Hikaru no Ken)                                                                             | 14 de Agosto de 1995   | A volta de Lucy e Rayearth                  | 1997        |
| 18 | O ataque fulminante de Eagle ao castelo de Cefiro! (Eagle Cefiro Shiro Soukougeki)                                                  | 21 de Agosto de 1995   | Águia ataca Zefir!                          | 1997        |
| 19 | O caos da guerra no castelo de Cefiro! (Cefiro Shiro Dai Konsen!)                                                                   | 28 de Agosto de 1995   | A invasão do castelo!                       | 1997        |
| 20 | As Guerreiras Mágicas e a calmaria depois da tempestade (Magic Knight to Hitotoki no Yasuragi)                                      | 4 de Setembro de 1995  | Adiantamento Temporário                     | 1997        |
| 21 | A batalha de Nova e a identidade do monstro (Nova no Tatakai to Mamono no Shoutai)                                                  | 11 de Setembro de 1995 | A batalha contra Nova e os monstros do medo | 1997        |
| 22 | O Ssang-yong gigante contra a NSX (Kyodai Sanyun VS NSX!)                                                                           | 18 de Setembro de 1995 | O Yong gigante contra a NSX                 | 1997        |
| 23 | A sala da coroa e as memórias do pilar (Oukan no Heya to Hashira no Kioku)                                                          | 16 de Outubro de 1995  | A sala da coroa                             | 1997        |
| 24 | Uma batalha real: Umi contra Tarta e Tatra (Shinken Shoubu! Umi VS Tarta Tatra)                                                     | 23 de Outubro de 1995  | Marine enfrenta as gêmeas de Tchizeta       | 1997        |
| 25 | Encurralado! A crise de Lantis! (Zettai Zetsumei! Lantis no Kiki)                                                                   | 30 de Outubro de 1995  | Lantis, eliminado?                          | 1997        |
| 26 | A surpresa de Hikaru! A verdade sobre Nova! (Hikaru Shougeki! Nova no Shinjitsu)                                                    | 6 de Novembro de 1995  | Toda verdade sobre Nova                     | 1997        |
| 27 | Quem é o verdadeiro pilar? Hikaru ou Eagle? (Shin no Hashira wa!? Hikaru ka, Eagle ka!?)                                            | 13 de Novembro de 1995 | Quem será o novo núcleo? Lucy ou Águia?     | 1997        |
| 28 | Uma batalha sem fim! (Hateshinai Tatakai!)                                                                                          | 20 de Novembro de 1995 | A batalha continua                          | 1997        |
| 29 | O caminho para a vitória! O coração de Hikaru que crer em ir para terra! (Shouri he no Michi! Shinjiru Kokoro ga Hiraku Shounichi!) | 27 de Novembro de 1995 | Abrindo a porta do futuro                   | 1997        |

## Livros
- 魔法騎士レイアース 脚本集 (Guerreiras Mágicas de Rayearth: Coleção de Enredo) Publicados entre 1995 e 1996, possuindo 4 volumes, inéditos em países lusófonos. contam de maneira literal o enredo da segunda temporada do animê criado por Nanase Ohkawa (CLAMP). Possui quadrinhos extras e ilustrações inéditas.[1][53]                                              Volume 1: ISBN 4-06-330202-4 Volume 2: ISBN 4-06-330203-2 Volume 3: ISBN 4-06-330204-0 Volume 4: ISBN 4-06-330205-9
- 魔法騎士レイアース ILLUSTRATIONS COLLECTION (Guerreiras Mágicas de Rayearth: Coleção de Ilustrações) Publicado em 25 de março de 1995, inéditos em países lusófonos. Conjunto de ilustrações usadas no primeiro arco do mangá.[1] ISBN 4-06-324513-6
- 魔法騎士レイアース2 ILLUSTRATIONS COLLECTION (Guerreiras Mágicas de Rayearth Fase 2: Coleção de Ilustrações) Publicado em 10 de maio de 1996, inédito em países lusófonos. Conjunto de ilustrações usadas no segundo arco do mangá.[1] ISBN 4-06-324517-9
- 魔法騎士レイアース設定資料集 (Guerreiras Mágicas de Rayearth: Coleção de Material) Publicado em 28 de março de 1996, inédito em países lusófonos. Conjunto de artes conceituais para o anime e jogos, além de um one-shot.[1] ISBN 4-06-319688-7
- 魔法騎士レイアース 1 (なかよしメディアブックス) (Guerreiras Mágicas de Rayearth: Álbum de Anime da Nakayoshi) Publicado em 25 de março de 1996, inédito em países lusófonos. Conjunto de artes do primeiro arco do anime.[1] ISBN 4063245691
- 魔法騎士レイアース 2 (なかよしメディアブックス) (Guerreiras Mágicas de Rayearth Fase 2: Álbum de Anime da Nakayoshi) Publicado em 1 de janeiro de 1997, inédito em países lusófonos. Conjunto de artes do segundo arco do anime.[1] ISBN 4063245764
- 石田敦子アニメーション仕事集3 トリプルスリー 魔法騎士レイアース ノーザンルイ (Coleção do Trabalho de Atsuko Ishida 3: Guerreiras Mágicas de Rayearth) Publicado em 8 de agosto de 2013, inédito em países lusófonos. Conjunto de artes do anime por Atsuko Ishida.[54]

## VHS/LD/DVD/BD

### Japão

#### VHS E LD
- Versão VHS para locação: todos em 12 VHS.
- Versão VHS para vendas: todos em 17 VHS.
- Versão LD: Em 13 LD mais 1 se for a edição especial.

#### DVD-BOX
- 1.ª edição: Edição incluindo todas as temporadas, no total de 10 DVDs. Lançado pela Polygram em 16 de junho de 1999 .
- 2.ª edição: Edição especial incluindo todas as temporadas mais um CD contendo a trilha sonora, no total de 11 DVDs e 1 CD.Lançado pela Bandai Visual em 2005.

#### DVD (Item único)
- De 23 de dezembro de 2005 a 24 de fevereiro de 2006, todos os 10 volumes foram lançados pela Bandai Visual.

#### BD-BOX
- Lançado em 29 de outubro de 2014 . Inclui todas as temporadas e o OVA também está incluído como um DVD bônus.

### Brasil
No Brasil os episódios da primeira temporada foram vendidos em VHS distribuídos pela Publifolha com a FlashStar, os episódios eram picotados para caber em 3 fitas, a Trilogia era vendida separadamente ou em um Box, como brinde em cada fita havia adesivos dos personagens.

## Trilha sonora

### Japão
Todo o conteúdo musical feito para todas as mídias de Guerreiras Mágicas de Rayearth.

### Trilha Sonora-Animê
Compositor da Trilha Sonora: Hayato Matsuo
Volume: 1 Erabareta Shoujotachi [Meninas Escolhidas];
Volume: 2 Densetsu no Kishi [Guerreiras Lendárias];
Volume: 3 Yuzurenai Negai [Desejo Inabalável];
Volume: 4 Atarashii Kizuna [Novas Ligações];
Volume: 5 Hikaru~Umi~Fuu;
Volume: 6  Melhor da Trilha sonora: Itsuka Kagayaku [Algum Dia Brilhante].

### Trilha Sonora- OVA
Compositor da Trilha Sonora: Toshihiko Sahashi
Volume:1-RAYEARTH OAV Original Soundtrack 1st Half [Trilha Sonora Original Parte-1]
Volume:2-RAYEARTH OAV Original Soundtrack 2nd Half [Trilha Sonora Original Parte-2]
Álbum Simples: All you need is love [Tudo que precisas é amor]

### Trilha Sonora- Jogo
Magic Knight Rayearth Sega Saturn Original Soundtrack (Guerreiras Mágicas de Rayearth Trilha Sonora Original)

### Livros Musicais
Magic Knight Rayearth Best Song Book (Guerreiras Mágicas de Rayearth)  [Melhor Livro Musical]
Magic Knight Rayearth Original Song Book (Guerreiras Mágicas de Rayearth) [Livro Musical 1]
Magic Knight Rayearth Original Song Book 2 (Guerreiras Mágicas de Rayearth)  [Livro Musical 2]
With Rayearth [Com Rayearth]

### Remix CD-ROMs
Magic Knight Rayearth (Guerreiras Mágicas de Rayearth) EXTRA: Hikaru Shidou
Magic Knight Rayearth (Guerreiras Mágicas de Rayearth) EXTRA: Umi Ryuuzaki
Magic Knight Rayearth (Guerreiras Mágicas de Rayearth) EXTRA: Fuu Hououji
Magic Knight Rayearth (Guerreiras Mágicas de Rayearth) EXTRA: Mokona

### Músicas Características (Álbum Simples)
Itsuka Tenshi ni nareru (Algum dia, se tornar um anjo)-[Canção da Umi]
Soyokaze no Sonatina (Sonatina da Brisa)-[Canção da Fuu]
Shoujo yo! Taishi wo Idake! (As meninas! Desejam mais!)-[Canção de Hikaru, Umi e Fuu]
Mokona no Ekaki Uta (Canção do Mokona desenhado)-[Canção de Hikaru,Fuu, Umi e Mokona]
Mokona Ondo no PUpupu no Pu (O PUpupumento de Mokona)-[Canção de Hikaru,Fuu,Umi e Mokona]
Run/Yami no Yume (Continuar/Sonho da Escuridão)-[Canção de Eagle Vision/Emeraude]
Seiya no Tenshi-Tachi (Anjos da Noite Santa)-[Canção de Hikaru,Fuu,Umi ]

### Aberturas
Abertura-1
Yuzurenai Negai (Inabalável Desejo)
Cantora: Naomi Tamura [Episódios: 01-20]
Abertura-2
Kirai ni Narenai (Não consigo te odiar)
Cantora: Ayume Nakamura [Episódios: 21-43]
Abertura-3
Hikari to Kage wo Dakishimeta mama (Abraçando a luz e as trevas)
Cantora: Naomi Tamura [Episódios:44-49]

### Encerramentos
Encerramento-1
Asu e no Yuuki (Coragem para o Amanhã)
Cantora: Keiko Yoshinari [Episódios: 01-19]
Asu e no Yuuki (Versão Acústica) [Episódio:20]
Encerramento-2
Lullaby~Yasashiku Dakashete (Acalentar~Abrace-me suavemente)
Cantora: Minako Honda [Episódios: 21-43]
Encerramento-3
Itsuka Kagayaku (Algum dia brilhante)
Cantora: Ayume Nakamura [Episódios: 44-49]
Encerramento[OVA]
All you need is love (Tudo que precisas é amor)
Cantora: Naomi Tamura

### Brasil
Contem 8 canções originais feitas só para o Brasil.
Compositores: Augusto César,Dyonizio Moreno, Mário Lúcio de Freitas, Marcus Vinicius, Oswaldo Biancardi Sobrinho, Paulo Sérgio Valle.
Produção por: Mário Lúcio de Freitas e Augusto César.
Cantadas por:Larissa Tassi e Sarah Regina.
Gravação: Sony Music
- Guerreiras Mágicas (música com os selos: EMI e Sony Music)
- Poderes Mágicos
- Exterminador de Sonhos
- Vento, Fogo e Mar
- Amigas Guerreiras
- Anne
- Lucy
- Marine

### Aberturas
Abertura-1
Guerreiras Mágicas
Cantora: Larissa Tassi
Abertura-2
Poderes Mágicos
Cantora: Sarah Regina

### Encerramento
Encerramento
Poderes Mágicos
Cantora: Sarah Regina

## Jogos eletrônicos
Em 2 de Junho de 1994, 5 meses antes de estrear o animê na televisão japonesa, a SEGA anunciado no Tokyo Toy Show o jogo de Sega Saturn para Guerreiras Mágicas de Rayearth, foi um dos primeiros jogos exclusivos a serem lançados para essa plataforma e o primeiro jogo anunciado para Guerreiras Mágicas de Rayearth, foi lançado em outubro de 1995. Na América do norte ele foi localizado em inglês e devido as complicações de localização por parte da TMS, só foi lançado em dezembro de 1998, três anos depois de seu lançamento no Japão.
- Magic Knight Rayearth (Guerreiras Mágicas de Rayearth) - Game Gear (1994)[60]
- Magic Knight Rayearth 2: Making of Magic Knight  (Guerreiras Mágicas de Rayearth 2: Por trás das Guerreiras Mágicas) - Game Gear (1995)[61]
- Mahou Kishi Rayearth (Guerreiras Mágicas de Rayearth) - Game Boy (1995)[62]
- Mahou Kishi Rayearth 2nd: The Missing Colors (Guerreiras Mágicas de Rayearth 2: As Cores Faltantes) - Game Boy (1995)[63][64]
- Magic Knight Rayearth (Guerreiras Mágicas de Rayearth) - Sega Saturn (1995)[65]
- Mahou Kishi Rayearth (Guerreiras Mágicas de Rayearth) - Super Nintendo (1995)[carece de fontes?]
- Magic Knight Rayearth: Mahou Kishi Tanjou (Guerreiras Mágicas de Rayearth: Nascimento das Guerreiras Mágicas) - Sega Pico (1995)[66]
- Magic Knight Rayearh Themes (Guerreiras Mágicas de Rayearth: Temas para Nintendo 3DS) - Nintendo 3DS (2015)[67]
- Gothic Wa Mahou Otome (Gótica é uma Donzela Mágica) - Android / IOS (2018) (Participação/Evento)[68]
- Valkyrie Anatomia: The Origin (Anatomia de Valquíria: A Origem) Android / IOS - (2019) (Participação/Evento)[69]
- Super Robot Wars T (Guerra dos Super Robôs T) - Playstation 4 / Nintendo Switch (2019) (Participação)[70]
- Super Robot Wars 30 (Guerra dos Super Robôs 30) - Playstation 4/ Nintendo Switch / PC (2021) (Participação)[71]

O console do Game Gear teve uma versão exclusiva temática sobre Guerreiras Mágicas de Rayearth.

## Produtos no Brasil
Brinquedos de origem nacional foram fabricados, muitos como cópias japonesas, produzidos por empresas distintas, além de outros produtos como comestíveis, para festas de aniversários, escolar, cama, mesa e banho e roupas estilizadas.
- Rosita: espadas com braceletes e um cofrinho em formato de Mocona;
- Glasslite: caixa registradora, maquinha de escrever e bonecas semi-articuláveis;
- Grow: bonecas articuladas e quebra-cabeças de 60 e 120 peças;
- Buzzy: chicletes com 40 figurinhas colecionáveis;[72]
- FestColor: produtos completos para festas de aniversários;
- Lepper: cama, mesa e banho;
- Nova Sampa: revista para colorir;
- Lionella: ursinho de pelúcia do Mocona.